# Алые погоны
«Алые погоны» — советский трёхсерийный художественный фильм 1979 года, снятый режиссёром Олегом Гойдой на киностудии имени Александра Довженко по заказу Гостелерадио СССР. По мотивам одноимённого романа Бориса Изюмского.
Премьера состоялась 18 февраля 1980 года на Центральном телевидении СССР.

## Сюжет
Фильм рассказывает о судьбах воспитанников суворовского военного училища, достойно принявших эстафету от командиров Великой Отечественной войны, формировании характеров и воспитании мужества у молодых воинов.

## В ролях
- Суворовцы:
  - Алексей Серебряков — Владимир Ковалёв
  - Игорь Шептицкий — Артём Каменюка
  - Алексей Варвашеня — Арсений Самсонов
  - Серёжа Писунов — Кирилл Голиков
  - Дмитрий Палеев-Барманский — Максим Гурыба
  - Владимир Станкевич — Семён Гербов
  - Вадим Кузнецов — Геннадий Пашков
  - Виталий Агарков — Павлик Авилкин
  - Закро Сахвадзе — Дадико Мамуашвили
  - Никита Миронюк — Петя Рогов
- Михаил Кузнецов — генерал-майор Полуэктов
- Константин Степанков — майор
- Капитаны:
  - Афанасий Кочетков — Алексей Николаевич Беседа
  - Леонид Бакштаев — Сергей Павлович Боканов
- Виктор Мирошниченко — старшина Привалов
- Юрий Прохоров — старший лейтенант Стрепух
- Александр Граве — Семён Герасимович Гаршев
- Маргарита Кошелева — Татьяна Михайловна
- Анатолий Грачёв — полковник Ковалёв
- Евгений Леонов-Гладышев — лейтенант Санчилов
- Рядовые:
  - Александр Галибин — Грунёв
  - Александр Кавалеров — Дроздов
  - Руслан Исламов — Азат Бесков
- Александр Мовчан — Аким Семёнович Крамов

## Съёмочная группа
- Режиссёр: Олег Гойда
- Сценаристы: Артур Войтецкий, Борис Изюмский
- Операторы: Юрий Гармаш, Владимир Дмитриевский
- Художники: Сергей Бржестовский, Виталий Шавель
- Звукорежиссёр: Леонид Вачи
- Композитор: Владимир Дашкевич

## Критика
В своё время у молодёжи была очень популярна и книга Б. Изюмского «Алые погоны». Спустя тридцать лет трёхсерийный телевизионный фильм по ней был создан на Студии им. Довженко. Правда, одна лента по этому произведению уже создавалась ранее. И, видимо, новая творческая группа решила насытить фильм приметами современной армии.
Но, странное дело, иные репортажные планы об этой жизни, которые мы видим в еженедельных передачах, оказалось, несут в себе больше подлинности, чем те же репортажные съёмки, включённые в художественную ткань повествования. Произошёл разрыв чисто психологического восприятия. Герои как бы отдалились от нас, утратили черты своей необычности, непохожести, индивидуальности.
А вот там, где действие вступало в старое русло, как только сюжет начинал развиваться не «по мотивам», а в соответствии с романом, экран будто оживал. На нём возникали люди со сложными судьбами и характерами. И невольно подступал в горку комок, когда, например, генерал, мудрый и добрый педагог, превозмогая душевную боль, передавал воспитаннику, совсем ещё ребёнку, часы погибшего на фронте отца. К сожалению, такие драматургически точные и ёмкие сцены нередко вытеснялись эпизодами, в которых не удалось найти меру тонкого проникновения в юношескую психологию.
— Юрий Пологонкин, газета «Советская культура», 1980 год

## Факты
- Изначально главную роль вместо Алексея Серебрякова должен был сыграть Георгий Белов.

— Режиссер картины Олег Гойда утвердил именно меня, но мама была против. Чтобы сниматься в этом фильме, надо было летать по стране — значит, пропускать занятия в школе, да и к тому же мама не отпускала одного, а со мной лететь не было возможности. Она приняла такое решение, и от меня ничего не зависело, несмотря на то, что я хотел сниматься.
— актёр Георгий Белов, из интервью газете «Собеседник», 2015 год
- Это вторая экранизация романа Бориса Изюмского, первой экранизацией является фильм Николая Лебедева «Честь товарища», поставленный в 1953 году на киностудии «Ленфильм».